# أدولف شفارتز
أدولف شفارتز (بالألمانية: Adolf Schwarz) (و. 1836 – 1910 م) هو لاعب شطرنج من النمسا، والمجر، ولد في سيتسوفس، توفي في فيينا، عن عمر يناهز 74 عاماً.

## روابط خارجية
- أدولف شفارتز على موقع مباريات الشطرنج (الإنجليزية)
- أدولف شفارتز على موقع 365Chess.com (الإنجليزية)